# Naridhoo
Naridhoo is een van de onbewoonde eilanden van het Haa Alif-atol behorende tot de Maldiven.
Het eiland is vrijwel volledig begroeid met bomen.